# Хёгни (конунг)
Хёгни (Högni) — легендарный правитель северной Дании, герой Пряди о Сёрли (Саги о Хедине и Хёгни), сын Хальвдана (конунга Роскильда) и Хведне Старшей. После поединка стал побратимом Сёрли, а когда Сёрли убили в Аустрвеге (Восточном Пути), пошёл войной на Восточные Страны, везде побеждал, стал там конунгом (в Гардарики), победил двадцать других конунгов, обязал их платить дань и сделал своими наместниками. В саге отмечается, что «Хёгни так прославился благодаря своим подвигам и военным походам, что имя его было одинаково хорошо известно и в селеньях финнов, и в Париже, и повсюду между этими местами». В англосаксонской поэме «Видсид» (стр. 21) сказано, что Хагена (Хёгни) правил хольмрюггами (островными ругиями, жившими в районе Померании)
В дальнейшем Хёгни вернулся в Данию, женился на Хервёр (дочери Хьёрварда, сына Хейдрека Волчья Шкура), которая родила ему всего одну дочь Хильд. Далее Хёгни после поединка побратался с другим героем саги — Хедином. Как-то Хёгни был в походе, а Хедин из-за злых чар убил его жену и похитил дочь Хильд. После возвращения Хёгин гонится за Хедином, настигает его на Высоком острове. Там между ними происходит разговор и начинается долгая «битва Хьяднингов», которая не прекращается из-за заклятия и колдовских чар, потому что Хёгни и Хедин не могут победить друг друга, но вынуждены сражаться день и ночь. Спустя века конец «битве Хьяднингов» положил заезжий герой Ивар Луч, дружинник Олава Трюггвасона, убивший Хёгни.
По другим сагам «битва Хьяднингов» продолжалась 143 года (837—980 годы). Эта цифра объясняется влиянием ирландских хроник, где именно этот период описывается, как время бедствий и угнетений, доставляемых владычеством завоевателей-викингов, которое завершилось в Ирландии именно в 980 году.